# I liga polska w piłce siatkowej mężczyzn (1974/1975)
I liga polska w piłce siatkowej mężczyzn 1974/1975 – 39. edycja rozgrywek o mistrzostwo Polski w piłce siatkowej mężczyzn.

## Drużyny uczestniczące
| | I liga 1974/1975     |   |      |
| --- | -------------------- | - | ---- |
| RZE | Resovia              | 1 | PEMK |
| OLS | AZS Olsztyn          | 2 | PEZP |
| MIL | Płomień Milowice     | 3 |      |
| KRA | Hutnik Kraków        | 4 |      |
| AND | Beskid Andrychów     | 5 |      |
| LEG | Legia Warszawa       | 6 |      |
| MIE | Stal Mielec          | 7 |      |
| MIC | Jedność Michałkowice | 8 |      |
| | Awans z II ligi      |   |      |
| WAŁ | Chełmiec Wałbrzych   |   |      |
| ŚWI | Avia Świdnik         |   |      |
| Oznaczenia: - kolumna pierwsza – skróty nazw drużyn wpisane na mapie (jeśli ta została zamieszczona), - kolumna trzecia – miejsce zajęte przez daną drużynę w poprzednim sezonie. |                      |   |      |

## Klasyfikacja końcowa
| Miejsce | Drużyna              |
| ------- | -------------------- |
| 1.      | Resovia              |
| 2.      | Płomień Milowice     |
| 3.      | AZS Olsztyn          |
| 4.      | Avia Świdnik         |
| 5.      | Hutnik Kraków        |
| 6.      | Legia Warszawa       |
| 7.      | Stal Mielec          |
| 8.      | Jedność Michałkowice |
| 9.      | Beskid Andrychów     |
| 10.     | Chełmiec Wałbrzych   |

     spadek do II ligi